# فيكتوريا أوكامبو
فيكتوريا أوكامبو (بالإسبانية: Victoria Ocampo)‏ ـ (7 أبريل 1890 ـ 27 يناير 1979) هي كاتبة ومفكرة أرجنتينية، كانت تعد من أبرز نساء أمريكا الجنوبية في عصرها. وصفها خورخي لويس بورخيس بالمرآة الأكثر أرجنتينية (بالإسبانية: La mujer más argentina)‏. عُرفت بمساندتها للآخرين، ونشرها المجلة الأدبية «سور» (بالإسبانية: Sur)‏.

## روابط خارجية
- فيكتوريا أوكامبو على موقع الموسوعة البريطانية (الإنجليزية)
- فيكتوريا أوكامبو على موقع مونزينجر (الألمانية)